# Isla Caballo
Isla Caballo es una isla rocosa situada a la entrada de la bahía de Manila en Filipinas. Posee alrededor de 1,2 km  (0,75 millas) de largo con una elevación máxima de 381 metros de altura. Caballo, junto con la isla más grande de Corregidor (2 km al norte), divide la entrada de la bahía en dos canales anchos y profundos, conocidos como el Canal del Norte y del Sur.
Toda la isla fue ocupada anteriormente por el Fuerte Hughes, una fortificación defensiva estadounidense antes de la Segunda Guerra Mundial. Fue bombardeada antes y después de la guerra.

## Geología
Se cree que las islas Caballo y Corregidor son los bordes de la caldera de Corregidor. El espacio entre las dos islas es de sólo 1/4 de milla con una profundidad de 7 brazas, por lo que nunca se usa para la navegación de buques de gran calado.

## Isla Caballo hoy en día
La isla está ocupada por la Armada Filipina y no se permite el acceso a civiles. Los restos de las fortificaciones antiguas, las baterías de artillería y las estructuras se degradan al aire libre después de haber sido abandonadas al término de la Segunda Guerra Mundial.
En noviembre de 2014, los Cascos Azules filipinos que retornaron de Liberia y estuvieron en cuarentena por 21 días en la isla Caballo debido a las preocupaciones por el ébola, pudieron volver a tierra firme.